# Trichoclea cretacea
Trichoclea cretacea là một loài bướm đêm trong họ Noctuidae.